# شيخ غالي
شيخ غالي قرية سوريّة تتبع إداريّاً لمحافظة حلب منطقة عين العرب ناحية الجلبية، بلغ تعداد سكانها 114 نسمة حسب التعداد السكاني لعام 2004.